# Cushamen (departement)
Cushamen is een departement in de Argentijnse provincie Chubut. Het departement (Spaans:  departamento) heeft een oppervlakte van 16.250 km² en telt 17.134 inwoners.

## Plaatsen in departement Cushamen
- Buenos Aires Chico
- Cholila
- Cushamen
- El Maitén
- El Mallin
- El Molle
- El Portezuelo
- Epuyén
- Fitamiche
- Gualjaina
- Hoyo de Epuyén
- Lago Epuyén
- Lago Puelo
- Lago Rivadavia
- Las Golondrinas
- Leleque
- Río Chico